# Åldersgränser i Sverige
Den här artikeln behandlar ett urval av åldersgränser i Sverige.
| Ålder               | Åldersgräns |
| ------------------- | --- |
| 0                   | - Rätt till barnbidrag |
| 0,25 (3 månader)    | - Barnets föräldrar måste anmäla för- och mellannamn |
| 1                   | - Erbjuden förskola |
| 3                   | - Rätt till gratis tandvård - Rätt till allmän förskola |
| 6                   | - Skolplikt från och med året barnet fyller 6 år |
| 7                   | - Se vissa filmer på bio. Filmer med åldersgräns upp till 7 år får ses utan vuxet sällskap och filmer med åldersgräns upp till 11 år får ses i vuxet sällskap |
| 11                  | - Se vissa filmer på bio. Filmer med åldersgräns upp till 11 år får ses utan vuxet sällskap - Se samtliga filmer (inklusive 15-årsgräns) på bio i vuxet sällskap |
| 12                  | - Få påverka vem man vill bo hos vid en skilsmässa - Få godkänna adoption (innan 12 får barnet säga vad hen tycker) - Måste godkänna byte av efternamn |
| 13                  | - Få utföra lättare arbete - Få besöka vissa ungdomsmottagningar, - I vissa fall får man öppna ett konto på sociala medier om man är 13. Detta regleras i flesta fall av en lag i USA (COPPA) där de flesta sociala medieföretag håller sin verksamhet, samt en kompletteringslag till GDPR i Sverige som sänker åldern från 16 år inom EU ner till 13 år. Om inget annat anges så gäller 16-årsgräns inom EU. |
| 14 år och 9 månader | - Övningsköra moped klass 1 (då endast hos behörig utbildare) |
| 15                  | - Straffmyndig (de som är 15-17 kan dömas till sluten ungdomsvård, men bara vid synnerliga skäl dömas till fängelse) - Köra moped, A-traktor och EPA - Se alla filmer på bio utan vuxet sällskap - Uppnådd sexuell myndighetsålder - Hyra filmer - Skjutsa personer som är yngre än 10 år på cykel - Köpa energidryck i vissa butiker (15-årsgräns är en rekommendation, dvs att det inte finns någon lag som reglerar försäljning av energidryck i butiker) - Ta traktorkort |
| 16                  | - Rösta i kyrkoval - Övningsköra bil - Ta lätt motorcykelkörkort (klass A1), förarbevis snöskoter, terränghjuling - Ta ett normalt arbete, med vissa begränsningar - Starta eget företag - Konsumentmyndig, förvalta egna tillgångar som man fått genom eget förvärvsarbete - Från och med 16 års ålder har man totalförsvarsplikt |
| 17 år och 6 månader | - Övningsköra bil med släp och lätt lastbil |
| 18                  | - Köpa drycker med en alkoholhalt på maximalt 3,5 % (i vanliga butiker) och dricka all sorts alkohol på restauranger - Myndighetsålder - Rösta i politiska val och nationella folkomröstningar - Lägsta åldersgräns porrbranschen själv har satt för sina tittare/publik (ej begränsat enligt lag ) - Ta körkort för bil, medeltung lastbil (även med släp, klass C1 respektive C1E; man måste dock ha körkort för bil innan körkort för lastbil), tung motorcykel med effekt under 35 kW och ett effekt/viktförhållande som understiger 0,2 kW/kg (klass A2) - Ansöka till Polishögskolan - Adoptera i vissa speciella fall - Gifta sig i Sverige - Tjänstgöra inom Försvarsmakten - Förordnande och utbildning för skyddsvakter och väktare - Köpa tobaksvaror - Spela om pengar - Ansöka och inneha vapenlicens/vapentillstånd under normala förhållanden - Få tatuera sig och ha piercing samt andra kroppssmycken (ej reglerat enligt lag, dock har Sveriges Registrerade Tatuerare (SRT) satt en åldersgräns på 18 år) |
| 19                  | - Värnplikt |
| 20                  | - Köpa samtliga alkoholhaltiga drycker på Systembolaget och föra in sprit tullfritt vid utlandsresor - Ta körkort för tung motorcykel (klass A), under villkor att behörigheten A2 har hafts i minst två år - Gå på fysiskt kasino - Förordnande och utbildning för ordningsvakter - Rätt till gratis tandvård upphör |
| 21                  | - Ta körkort för medelstor buss (klass D1 och D1E) och tung lastbil (klass C och CE), samt få taxiförarlegitimation - Inneha vapen i form av knivar och andra farliga föremål |
| 24                  | - Ta körkort för buss (klass D och DE), och för tung motorcykel (klass A), oavsett tidigare behörighet - Vara handledare för privat övningskörning |
| 25                  | - Sterilisera sig på sjukhus - Få alkoholreklam, till exempel via Facebook - Adoptera |
| 29                  | - Man kan få bostadsbidrag om man är mellan 18 och 29 år gammal och om hushållet har låga inkomster samt inga barn. För barnfamiljer gäller ingen sådan åldersgräns. |
| 47                  | - Värnplikten upphör |
| 51                  | - Rätt till studielån begränsas |
| 55                  | - Ta ut tjänstepension |
| 61                  | - Rätt att få studiebidrag och/eller studielån upphör |
| 62                  | - Ta ut ålderspension |
| 68                  | - Arbetsgivaren har rätt till att säga upp för pensionsavsikt |
| 70                  | - Totalförsvarsplikten upphör. |

## Övrigt
- Vissa restauranger sätter, opåverkat av politiska beslut, åldersgränser som till exempel 24, 25, 30 och så vidare. Dessa är, om än omtvistade, accepterade i lag så länge de gäller lika oberoende av kön, etnicitet etcetera.
- Vissa livsmedelsbutiker sätter egna åldersgränser på energidryck.[42] Innan allmän åldersgräns infördes på tobaksvaror fanns liknande butiksnormer.